# Негри, Лука
Лу́ка Не́гри (итал. Luca Negri; 4 октября 1973, Павия) — итальянский гребец-байдарочник, выступал за сборную Италии во второй половине 1990-х годов. Участник летних Олимпийских игр в Атланте, двукратный чемпион мира, двукратный чемпион Европы, победитель многих регат национального и международного значения.

## Биография
Лука Негри родился 4 октября 1973 года в городе Павия. Активно заниматься греблей начал с раннего детства, проходил подготовку в Риме в столичном спортивном клубе «Фьямме Оро».
Первого серьёзного успеха на взрослом международном уровне добился в 1996 году, когда попал в основной состав итальянской национальной сборной и благодаря череде удачных выступлений удостоился права защищать честь страны на летних Олимпийских играх в Атланте. С четырёхместным экипажем, куда вошли также гребцы Андреа Кови, Энрико Лупетти и Ивано Луссиньоли, на дистанции 1000 метров сумел дойти до стадии полуфиналов, где показал на финише третий результат.
После Олимпиады в США Негри остался в основном составе гребной команды Италии и продолжил принимать участие в крупнейших международных регатах. Так, в 1997 году он побывал на возобновлённом чемпионате Европы в болгарском Пловдиве, одержав победу в обеих дисциплинах, в которых принимал участие: в двойках на пятистах и тысяче метрах. Кроме того, в этом сезоне съездил на чемпионат мира в канадском Дартмуте, откуда привёз награды серебряного и золотого достоинства, выигранные в полукилометровой и километровой гонках байдарок-двоек соответственно.
На мировом первенстве 1998 года в венгерском Сегеде Лука Негри трижды поднимался на пьедестал почёта: стал чемпионом в двойках на тысяче метрах, а также серебряным призёром в двойках на пятистах метрах и в четвёрках на двухстах метрах. Вскоре по окончании этих соревнований принял решение завершить карьеру профессионального спортсмена, уступив место в сборной молодым итальянским гребцам.